# Flero
Flero är en ort och kommun i provinsen Brescia i regionen Lombardiet i Italien. Kommunen hade 8 921 invånare (2018).